# Bengala Occidental (província)
Bengala Occidental fou el nom convencional d'una província de l'Índia Britànica sorgida de la divisió de la Presidència de Bengala en dos grans províncies el 1905: Bengala Oriental i Assam (formada per Bengala Oriental i Assam) i Bengala encara que coneguda com a Bengala Occidental (formada per quatre províncies: Bengala pròpia, Bihar, Orissa i Chota Nagpur). El predomini musulma a la part oriental i hindú a l'occidental, fou discutit i finalment el 1912 les dues províncies es van separar. El 1912 es va restablir la província de Bengala unida, de la que foren separades Bihar i Orissa (incloent-hi Chota Nagpur) al mateix temps; Assam fou separada el 1917.
El 1947, amb la partició de l'Índia, Bengala Oriental i Bengala Occidental van quedar separades per segona vegada. La primera va formar el Pakistan Oriental que es va independitzar per esdevenir Bangladesh; la segona va formar la província de Bengala Occidental dins de l'Índia. El de 26 de gener de 1950 va esdevenir l'estat de Bengala Occidental. Per la història d'aquest estat (incloent-hi els anys de província del 1947 al 1950) vegeu: Bengala Occidental.